# 莫茨大街

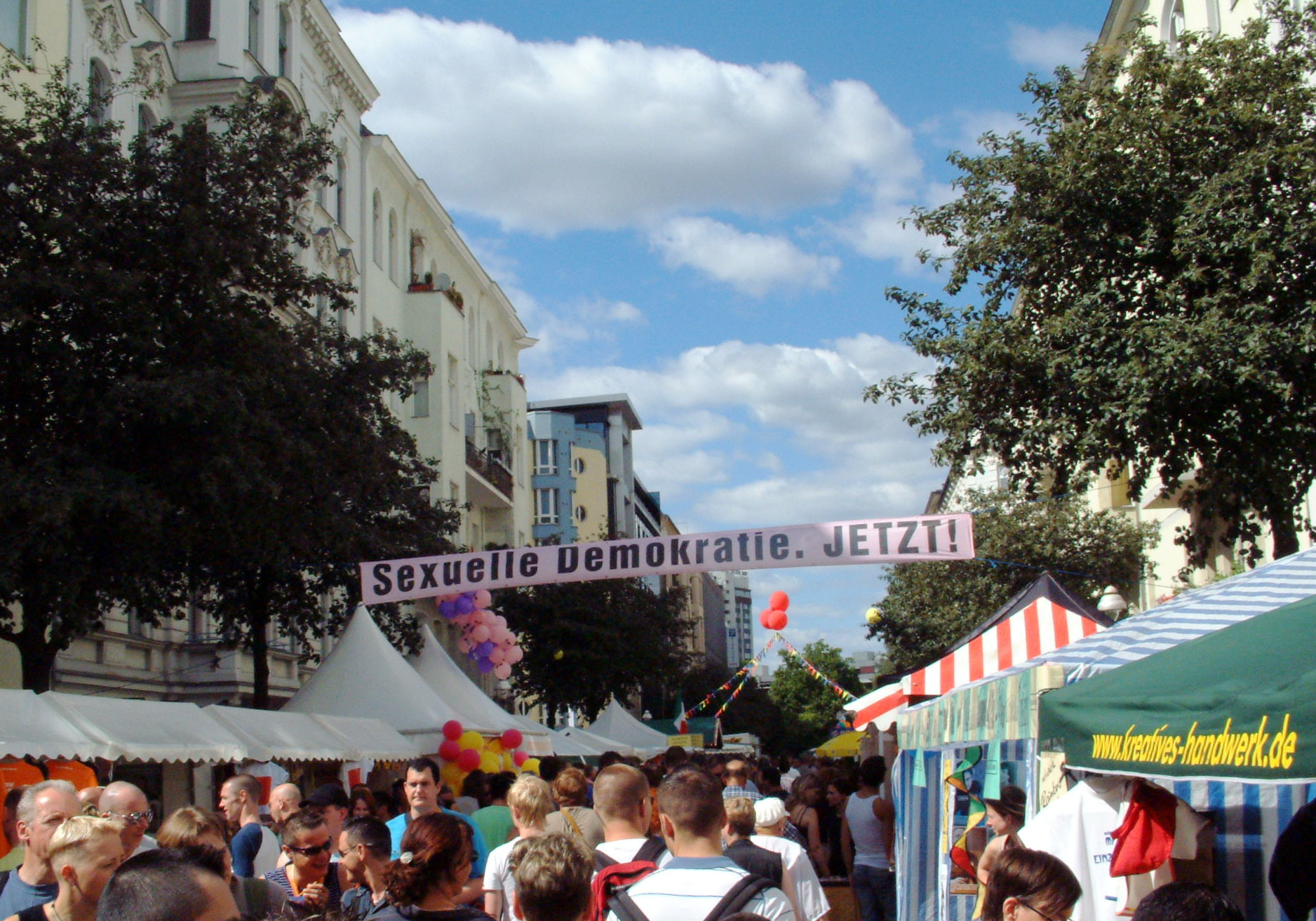

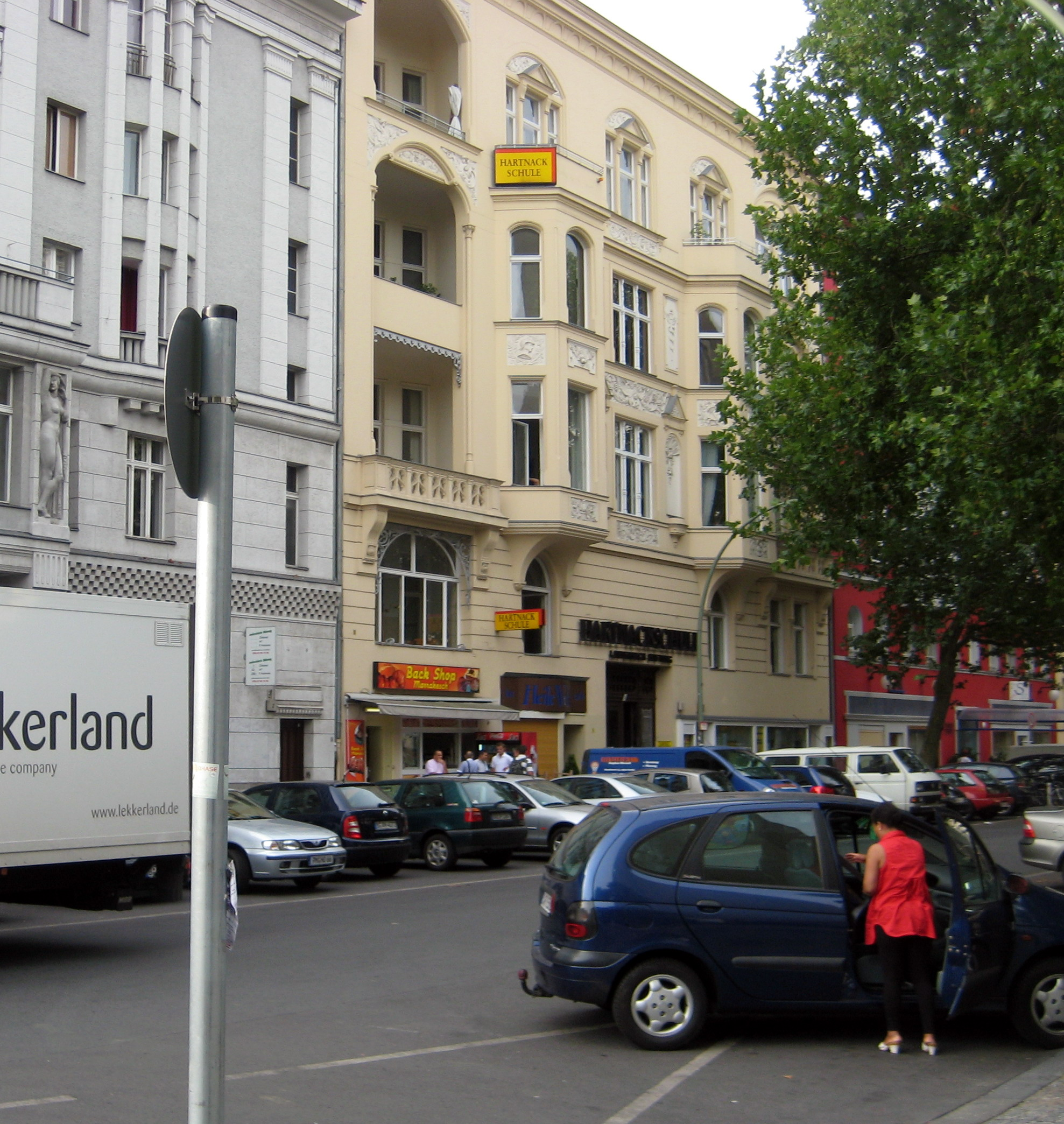

莫茨大街（Motzstraße）是德国柏林舍嫩贝格区的一条街道，从诺伦多夫广场经过维多利亚－露伊丝广场到布拉格广场。街道得名于普鲁士财政部长阿道夫·冯·莫茨，开辟于1870年前后。
莫茨街介于诺伦多夫广场和马丁·路德·街之间的部分被认为是柏林一个同志村的中心，每年6月在此庆祝同志节日。20世纪初，围绕莫茨街的地区已经是一个对同性恋友好的社区。著名的皮斯卡托剧院（今戈雅俱乐部），臭名昭著的埃尔多拉多酒吧和无数其他同性恋场所吸引大批的追随者。著名英美作家克里斯多福·伊舍伍住在诺伦多夫街转角，在此创作了一些畅销的书籍。
精心修复的维多利亚-露伊丝广场附近的部分是一个比较高档的街区，有一些不错的老建筑。